# 愛德華·莫蘭
愛德華·莫蘭（Edward Moran，1829年8月19日—1901年6月8日）是一位美國海軍主題繪畫畫家，以其13幅美國海事史系列畫作聞名，這些作品曾經於芝加哥哥倫布紀念博覽會上展出。

## 生平

### 早年
莫蘭出生於英格蘭蘭開夏郡，父母為托馬斯（Thomas）和瑪麗·希格森（Mary Higson）。 他年親時雖父親做布匹生意，但相對織布而言，他更喜歡在織物上用炭筆繪畫。 1844年全家搬到馬里蘭，一年後搬到費城。

### 藝術家生涯
1845年左右莫蘭在費城給詹姆斯·漢密爾頓（James Hamilton）及風景畫家保羅·韋伯當學徒。前者指導莫蘭繪製海軍題材作品。1850年代莫蘭在費城藝術圈中開始小有名氣，與弟弟托馬斯·莫蘭在同一間畫室工作。他開始接到委託并完成了一些石版畫。1862年旅居倫敦，在皇家藝術研究院學習。 回到費城之後與安妮特·帕爾芒捷（Annette Parmentier，第二任妻子）結婚。

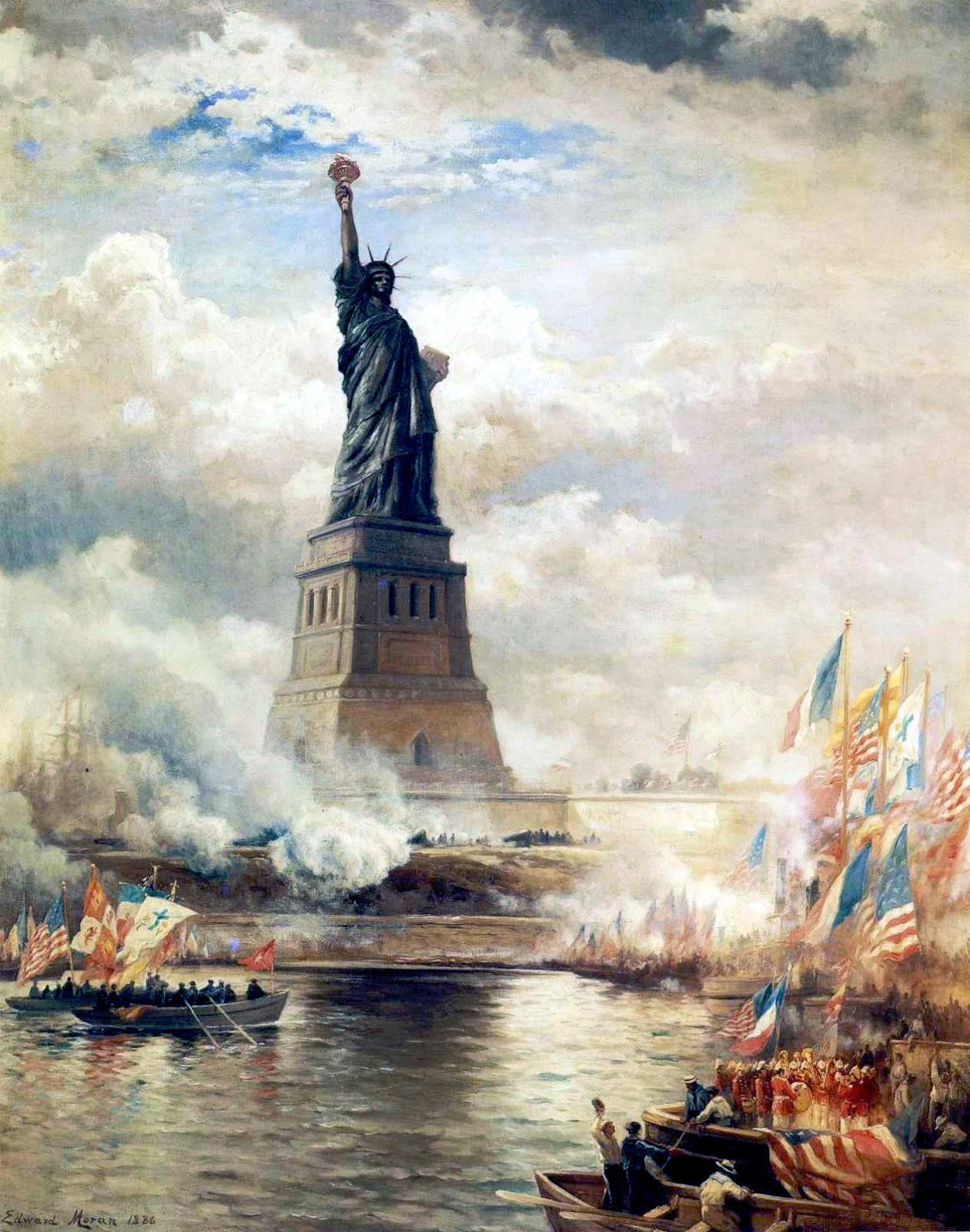
《自由女神像的揭幕》，1886

1871年3月莫蘭舉辦《陸地與海洋》（Land and Sea）畫展，展出了他的75幅畫作。 後來這些作品也被編入同名目錄中。
1885年事業達到頂峰，開始繪製以美國海事史為主題的13幅系列畫作，而13這個數字在美國歷史上有著重要意義（13個殖民地、原始國旗上的13顆星等）。畫作主題包括萊夫·埃里克松、哥倫布、埃爾南多·德·索托、亨利·哈德遜和喬治·杜威等人的探險。 在完成不久之後這些作品於芝加哥的芝加哥哥倫布紀念博覽會上展出。

### 晚年及死後
到1901年逝世為止，莫蘭一直居住在紐約市。雖然在多年前他就已經把那13幅作品給了自己的妻子。但他逝世之後其所有權依然引起了爭議，莫蘭的遺囑執行人宣稱這些作品應全權受自己保護，並拒絕將它們交出。紐約市最高法庭最終將其判給了莫蘭的遺孀。
在逝世之時，莫蘭是當時著名的美國畫家之一。現在聲望卻遠不如弟弟托馬斯·莫蘭。此外，他的兒子愛德華·珀西·莫蘭（1862年生）和里昂·莫蘭（1864年生）、他的另外一個兄弟彼得·莫蘭（1842年生）、外甥簡·里昂·傑羅姆·費理斯後來也都成了畫家。

## 外部連結
- Theodore Sutro, Thirteen Chapters of American History （页面存档备份，存于）, 1905, illustrated by Moran